# Tomasz Boleyn
Tomasz Boleyn (ur. ok. 1477 w Hever Castle, zm. 12 marca 1539) – angielski arystokrata, wicehrabia Rochford w latach 1525-1529 oraz hrabia Ormonde i Wiltshire od 1529 r. 
Urodził się ok. 1477 jako najstarszy syn Williama Boleyna, który w 1483 r. został mianowany rycerzem i Margaret Butler. 
Około 1499 poślubił Elżbietę Howard, córkę Tomasza Howarda (2. księcia Norfolk) i Elizabeth Tilney, z którą miał pięcioro dzieci:
- Maria Boleyn
- Anna Boleyn – królowa Anglii (1533–1536), druga żona Henryka VIII Tudora, matka Elżbiety I Tudor
- Jerzy Boleyn
- Thomas Boleyn (zmarł w dzieciństwie)
- Henry Boleyn (zmarł w dzieciństwie)

Dzięki ślubowi z córką księcia Norfolk otrzymał możliwość dołączenia do służby królewskiej. W 1501 r. Tomasz uczestniczył w ślubie następcy tronu Anglii Artura Tudora z Katarzyną Aragońską, dwa lata później znalazł się w eskorcie królewny Małgorzaty Tudor do Szkocji. Wkrótce stał się pierwszym królewskim adiutantem. 
Znany był jako człowiek wielkiego intelektu i talentu, lecz również cechowała go chciwość i bezwzględność.

## Zajmowane stanowiska
- 1518–1521: ambasador we Francji
- 1521–1525: Skarbnik Dworu Henryka VIII Tudora
- 1530–1536: Lord Tajnej Pieczęci na dworze Henryka VIII Tudora

Został pochowany w kościele św. Piotra w wiosce Hever. 